# サマセット・マクスウェル (第8代ファーナム男爵)
第8代ファーナム男爵サマセット・リチャード・マクスウェル（英語: Somerset Richard Maxwell, 8th Baron Farnham、1803年10月18日 ダブリン – 1884年6月4日 ファーナム）は、イギリスの貴族、政治家。保守党に所属し、1839年から1840年まで庶民院議員を務めた。

## 生涯
第6代ファーナム男爵ヘンリー・マクスウェルと妻アン（Anne、旧姓バトラー（Butler）、1776年8月3日 – 1813年5月29日、第2代キャリック伯爵ヘンリー・トマス・バトラーの長女）の次男として、1803年10月18日にダブリンで生まれた。1823年1月6日、ダブリン大学トリニティ・カレッジに入学した。
保守党に所属し、1839年2月から1840年までキャバン選挙区の代表として庶民院議員を務め、1842年にカーロウ県長官を、1844年にキャバン県長官を務めた。
1868年8月20日に兄ヘンリーが死去すると、ファーナム男爵位を継承した。
1876年時点でキャバン県に29,455エーカーの領地を所有し、合計で年収20,938ポンド相当だった。1883年時点では25,920エーカー（年収18,250ポンド相当）に減った。
1884年6月4日にキャバン県ファーナム（Farnham）で死去、弟ジェームズ・ピアースが爵位を継承した。

## 家族
1839年5月30日、ドロシア・ペンファザー（Dorothea Pennefather、1861年11月30日没、リチャード・ペンファザーの娘）と結婚したが、2人の間に子供はいなかった。
1864年5月31日、メアリー・アン・ディラップ（Mary Anne Delap、1809年ごろ – 1873年11月1日、サミュエル・ディラップの娘）と再婚したが、2人の間に子供はいなかった。